# Janalhac
Janalhac (en francès Janaillat) és una localitat i comuna de França, a la regió de la Nova Aquitània, departament de la Cruesa. La seva població al cens de 1999 era de 367 habitants. Està integrada a la Communauté de communes du Pays Cruesa Thaurion Gartempe.

## Demografia
| 1968 | 1975 | 1982 | 1990 | 1999 |
| ---- | ---- | ---- | ---- | ---- |
| 663  | 545  | 470  | 404  | 367  |

## Administració
| Període   | Identitat    | Partit |
| --------- | ------------ | ------ |
| 1995-2008 | Yves Faury   | PCF    |
| 2008-     | Didier Denys | PS     |